# The Aura
The Aura è il primo album della band progressive/technical death metal canadese Beyond Creation, pubblicato nel 2011 dalla PRC Music. È stato ri-pubblicato nel 2013 dalla Season of Mist con una bonus track proveniente dal demo eponimo della band.

## Tracce

### Prima edizione
1. No Request for the Corrupted – 4:56
2. Coexistence – 7:37
3. Chromatic Horizon (strumentale) – 1:54
4. Omnipresent Perception – 6:12
5. Injustice Revealed – 3:55
6. Le Détenteur – 2:35
7. The Aura – 7:07
8. Social Disability – 5:30
9. Elevation Path (strumentale) – 1:45
10. The Deported – 11:09

### Ristampa
1. No Request for the Corrupted – 4:56
2. Coexistence – 7:37
3. Chromatic Horizon (strumentale) – 1:54
4. Omnipresent Perception – 6:12
5. Injustice Revealed – 3:55
6. Le Détenteur – 2:35
7. The Aura – 7:07
8. Social Disability – 5:30
9. Elevation Path (strumentale) – 1:45
10. The Deported – 11:09
11. Injustice Revealed (demo) – 2:26 – (bonus track)